# Marie-Thérèse Letablier
Marie-Thérèse Letablier, née le 4 janvier 1947, est une sociologue française dont les travaux majeurs ont concerné la situation des femmes dans l'emploi et dans la famille ainsi que les relations de genre.

## Trajectoire
Ses recherches se sont concrétisées en particulier sur des sujets tels que le travail féminin, la maternité et la garde des enfants. Elle a utilisé à de multiples reprises des comparaisons européennes des politiques publiques concernant la famille et l’articulation entre travail et vie familiale. Elle a participé en particulier à plusieurs réseaux européens de recherche : sur les politiques de la famille en Suède et en France, ou sur les relations les relations de genre et l'emploi en Allemagne et en France.
Marie Thérèse Letablier a été jusqu'en 2013 membre du Comité exécutif de l'association européenne de sociologie, une association dont les buts sont de faciliter la recherche sociologique et l'enseignement sur des questions européennes mais aussi de construire des réseaux de sociologues européens.
Marie-Thérèse Letablier a accumulé pendant près de 40 ans de nombreuses études empiriques dans le cadre du Centre d'études de l'emploi.  Puis elle a problématisé ses travaux et les a reformulés sous la forme de contributions plus académiques, ce qui lui a permis de réussir le concours de directrice de recherches au CNRS. Elle a alors été affectée au Centre d’Économie de la Sorbonne de l'Université Paris 1.

## Travaux récents
- 2009, (avec Ai-Thu Dang), «  Citoyenneté sociale et reconnaissance du « care ».Nouveaux défis pour les politiques sociales », in Revue de l'OFCE, /2 (n° 109), Paris, p. 5-31

## Travaux plus anciens
- 2008, (avec Anne Eydoux), « Sécurisation des parcours professionnels et genre : l'écueil de la reproduction des inégalités sexuées », in Travail, genre et sociétés - Les femmes, les arts et la culture, /1, (Nº 19), p. 155-162
- 2007, (avec Anne Eydoux), Les familles monoparentales en France, Série Rapport de recherche n°36, Centre d'études de l'emploi, Noisy-le-Grand
- 2006, (avec Jeanne Fagnani), « The French 35  hour working law and the work-life balance of parents: friend or foe? », in Gender  Divisions and Working Time in the New Economy, D. Perrons, C. Fagan, L.  McDowell, K. Ray and K.Ward (eds.), Northampton, Edward Elgar, p. 79-90
- 2005, (avec Jeanne Fagnani), « La Politique familiale française », in M. Maruani (dir.), Femmes, genre et société, Coll. L’État des savoirs, Paris, La Découverte, p. 167-175
- 2005, (avec Jeanne Fagnani), « Caring rights and responsibilities of families », in the French  welfare state, in B.Pfau-Effinger and B. Geissler (eds), Care arrangements and  social integration in European Societies, Policy Press, Berlin, p. 153-172
- 2004, (avec Jeanne Fagnani), « Work and Family Life Balance:  the impact of the 35 hour laws in France », in Work, Employment and Society, Vol. 18  (3) : 551 - 572
- 2003, (avec Jeanne Fagnani), J. Letablier M.T., « La réduction du temps de travail a-t-elle amélioré la vie quotidienne des parents de jeunes enfants ? », Premières Informations et Premières Synthèses, DARES,  n°01-2
- 2003, (avec Jeanne Fagnani), « S'occuper des enfants au  quotidien : mais que font donc les pères ? », Droit social, n°3, p. 251-259
- 2003, (avec Jeanne Fagnani), « Qui s’occupe des enfants  pendant que les parents travaillent ? Les enseignements d’une recherche auprès  de parents de jeunes enfants », Recherches et Prévisions, n°72, p. 21 - 36
- 2001, (avec Jeanne Fagnani), Famille et travail : contraintes et arbitrages, La Documentation française, Paris
- 2001, « Le travail envers autrui et sa conceptualisation en Europe », Travail, Genre et Société, n°6, 19-42, Paris
- 2000, « Les femmes entre l'État, l'emploi et la famille ; une comparaison européenne », in Les Implicites de la politique familiale, Dunod, Paris
- 2001, (avec G. Rieucau), Garder et accueillir les enfants : une affaire d’État ?, Document de travail CEE n° 6
- 2000, « La relation entre famille et emploi : une perspective européenne », in Association Internationale de la Sécurité Sociale (ed.) Redistribuer les responsabilités pour moderniser et améliorer la protection sociale, Série européenne de documentation sur la Sécurité sociale, n° 27, Genève
- 1999, (avec M-T. Lanquetin et J. Laufer), « From equality to reconciliation of work and family in France », chap. 4, in L. Hantrais (ed) Gendered Policies in Europe, Macmillan, Londres
- 1999, (avec Anie Fouquet et Anie Gauvin), « Des contrats sociaux entre les sexes, différents selon les pays de l'Union européenne », in Conseil d'Analyse Economique, Égalité entre femmes et hommes : aspects économiques, La Documentation Française, Paris
- 1999, « Temps de travail et temps sociaux à l’épreuve des logiques de genre », chap. 3, in A. Gauvin et H. Jacot (coord.), Temps de travail, temps sociaux, pour une approche globale, Editions Liaisons, Paris
- 1996, (avec L. Hantrais), Families and Family Policies in Europe, Longman, Londres